# Eva Grlić
Eva Grlić (Budapest, 20 de julio de 1920-Zagreb, 31 de julio de 2008) fue una escritora y periodista croata, madre del director y productor de cine Rajko Grlić.

## Primeros años
Grlić nació como Eva Izrael en Budapest en una familia judía. Su padre Oskar (Osias) Ješua Izrael, era un judío sefardí de Sarajevo y su madre Katerin (Katica) Klingenberg, era una judía asquenazí de Budapest. Creció en Sarajevo, entonces parte del Reino de los Serbios, Croatas y Eslovenos aprendiendo el idioma judeoespañol y serbocroata con su padre, y el húngaro con su madre. Ya en su adolescencia Grlić se sintió atraída por los movimientos juveniles de izquierda presentes en Sarajevo, y con ellos participó en visitas guiadas o iba a esquiar en las montañas cercanas a la ciudad. Sus relaciones difíciles con la dictadura fascista yugoslava de preguerra se iniciaron cuando la policía consiguió cartas que le enviaba desde España su novio Miljenko Cvitković, quien era voluntario de las Brigadas Internacionales. Debido a aquellas cartas, Grlić fue multada y un tribunal le prohibió recibir educación en el territorio del Reino de Yugoslavia. En 1938 se muda con su familiar a Zagreb, en la cual logró completar un curso de estenotipia, lo que le ayudó a conseguir empleo como secretaria en diversas compañías privadas.

## Segunda Guerra Mundial
En abril de 1940, Grlić se casó con Rudolf Domani, hermano del partisano Robert Domani, con quien  tuvo una hija, Vesna Domany Hardy, la cual nació en mayo de 1941. Su marido Rudolf fue posteriormente secuestrado por los Ustaše y asesinado en septiembre de 1941. Mientras tanto, otros miembros de su familia perdieron los derechos que tenían sobre sus apartamentos en el centro de Zagreb, así que se mudó al apartamento de la prima de su difunto marido, Antonia Špicner, con su hija, su madre, su abuela Tereza Kohn y los padres de Domany. En febrero de 1942, los Ustaše comenzaron a deportar a los judíos de Zagreb y sólo Grlić, su hija y su madre pudieron escapar a salvo. Grlić se unió a los partisanos yugoslavos, escribiendo para  Vjesnik, el periódico del ZAVNOH. Durante este tiempo de guerra, Otto y Ruža Fuchs cuidaron de su hija; en 1987, Ruža Fuchs recibió el reconocimiento como Justa entre las Naciones por haber salvado la vida de Vesna. La madre de Grlić  también se unió a los partisanos y murió asesinada durante la Operación Trio en 1942. El resto de su familia fue asesinado durante el Holocausto, entre ellos el padre de Grlić; sólo Eva Grlić, su tío Moše Izrael y su hija Vesna sobrevivieron.

## Posguerra
En 1945, Grlić regresó a Zagreb para reencontrarse con su hija, que ya tenía 4 años de edad. De 1945 a 1949, Grlić trabajó con muchos diarios, entre ellos Vjesnik y Naprijed, para luego ser enviada al campamento de trabajo de la Isla Goli, como una enemiga política del gobierno de la República Federativa Socialista de Yugoslavia. Luego de esto, también trabajó como traductora de alemán y húngaro. En 1998, Grlić publicó la obra de ficción autobiográfica Sjećanje, la cual versa sobre su vida como izquierdista antes y después de la guerra; Sjećanje fue también traducido al húngaro y al italiano. También tradujo una serie de historias para niños de alemán al serbocroata, así como el libro Európa régiói a történelemben (Las regiones de Europa en la Historia) del húngaro al serbocroata.
En 2002, Grlić publicó el libro Putnik za Krakow i druge priče.

## Vida privada
Su segundo marido fue el filósofo y marxista humanista de Zagreb Danko Grlić, con quien  tuvo único hijo, hijo Rajko.

## Muerte
Grlić falleció el 31 de julio de 2008 en Zagreb y se encuentra enterrada en el Cementerio de Mirogoj.

## Obras
- Sjećanje, Durieux, 1998
- Putnik za Krakow i druge priče, Durieux, 2002[8]